# 乌尔德
乌尔德（法語：Ourde，法語發音：[uʁd]）是法国上比利牛斯省的一个市镇，位于该省东部偏南，属于巴涅尔德比戈尔区。

## 地理
乌尔德（42°57'32"N, 0°33'18"E）面积5.6 平方千米，位于法国奧克西塔尼大區上比利牛斯省，该省份为法国西南部内陆省份，北至热尔省，西接大西洋比利牛斯省，南与西班牙接壤，东临上加龙省。
与乌尔德接壤的市镇（或旧市镇、城区）包括：布拉姆瓦克、埃斯巴雷什、费雷尔、莫莱翁巴鲁斯、萨库埃。

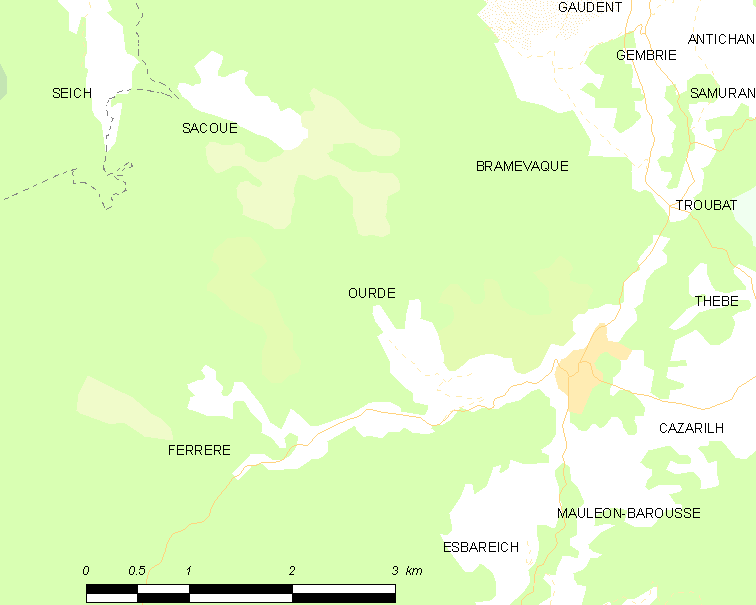
乌尔德的OSM定位图

乌尔德的时区为UTC+01:00、UTC+02:00（夏令时）。

## 行政
乌尔德的邮政编码为65370，INSEE市镇编码为65347。

## 政治
乌尔德所属的省级选区为巴鲁斯谷县。

## 人口

1962-2008年间乌尔德人口变化图示

乌尔德于2022年1月1日时的人口数量为48人。